# Лутрини (остановочный пункт)
Лу́трини (латыш. Lutriņi) — железнодорожный остановочный пункт на территории Салдусского края Латвии, на линии Елгава — Лиепая. Открыт 15 декабря 1928 года. В 1938 году здесь построили временное пассажирское здание.